# Galeriegrab Borgentreich-Großeneder
Das Galeriegrab Borgentreich-Großeneder war eine um 3000 v. Chr. errichtete megalithische Grabanlage der Jungsteinzeit bei Großeneder, einem Ortsteil von Borgentreich im Kreis Höxter (Nordrhein-Westfalen).

## Lage
Das Grab befand sich westlich von Großeneder im direkten Umfeld einer älteren bandkeramischen Siedlung. 1,5 km südlich liegt das Galeriegrab Hohenwepel.

## Forschungsgeschichte
Das Grab wurde 1992 beim Bau der MIDAL-Erdgastrasse entdeckt. Daraufhin fand 1992/93 eine archäologische Grabung statt. Das Grab wurde anschließend beim Trassenbau zerstört. Die geborgenen Funde befinden sich heute im LWL-Museum für Archäologie in Herne.

## Beschreibung

### Architektur
Die Anlage war nord-südlich orientiert. Sie war bei ihrer Auffindung bereits so stark zerstört, dass sich ihre ursprünglichen Maße und ihr Aussehen nicht mehr sicher rekonstruieren lassen. Sie hatte eine Länge von mindestens 15 m und eine Breite von 5 m. Die Kammer war aus Buntsandsteinplatten errichtet worden, von denen nur noch die Standspuren und Trümmerstücke erhalten waren. Kleinere Kalksteinplatten hatten entweder zur Verkeilung oder als Trockenmauerwerk zur Verfüllung der Zwischenräume der Sandsteinplatten gedient. Wo sich der ursprüngliche Zugang zur Kammer befunden hatte, ließ sich nicht mehr sicher feststellen, er wird aber an der nördlichen Schmalseite vermutet.
Als Herkunftsort des Baumaterials wird der 4,5 km entfernte Rotenberg vermutet.

### Bestattungen
Bei der Ausgrabung wurden nur wenige menschliche Skelettreste gefunden. Sie sind bisher nicht genauer untersucht worden.

### Beigaben
Es wurden mindestens 83 jungsteinzeitliche Keramikscherben gefunden, von denen mindestens eine aus der älteren bandkeramischen Siedlung stammt. Weiterhin wurden 40 Feuerstein-Artefakte gefunden, bei denen unsicher ist, ob sie zum Grab oder zur Siedlung gehören.

### Datierung
Mittels Radiokarbonmethode konnte die Entstehungszeit der Anlage auf 4283±38 BP; 3007±164 calBC bestimmt werden.